# Blues Express
Blues Expess – związana z bluesem impreza muzyczna odbywająca się corocznie w połowie lipca od 1993 roku w Zakrzewie (z wyjątkiem XIII festiwalu, który nie odbył się w 2005, ale został wliczony do numeracji festiwalu). Organizowana jest przez Dom Polski - ośrodek kulturalny utworzony przez ks. dr. Bolesława Domańskiego, a obecnie prowadzony przez dyrektora Henryka Szopińskiego, który uważany jest za "ojca" festiwalu.
Stały jej element stanowi przejazd z Poznania do Zakrzewa nawiązującym do tradycji bluesa pociągiem prowadzonym przez parowóz. W trakcie podróży oraz na stacjach występują zespoły muzyczne. Koncert finałowy odbywa się w Zakrzewie nad jeziorem Proboszczowskim.
W festiwalu tym uczestniczyły np. takie legendy polskiego bluesa jak: Tadeusz Nalepa z zespołem, Nocna Zmiana Bluesa, Michał Kielak, Magda Piskorczyk, Blues Flowers czy Jan "Kyks" Skrzek.
W 2003 roku festiwal został sklasyfikowany na 6. miejscu w plebiscycie pisma Twój Blues w kategorii Wydarzenie Roku Polska

## Pociąg
Pociąg (78509/78510) prowadzony jest parowozem z wolsztyńskiej parowozowni. W pierwszych latach kursowania prowadzony był trakcją spalinową. Dotychczas najczęściej prowadził go Pm36-2 - "Piękna Helena" (w 2000, 2001 i 2007 zamiast Pm36 prowadził go parowóz Ol49-7). Trasa pociągu to: Poznań Główny - Oborniki Wielkopolskie - Rogoźno Wielkopolskie - Chodzież - Piła Główna - Złotów - Zakrzewo Złotowskie. Przejazd pociągiem jest ogólnodostępny, na podstawie biletów na pociąg pospieszny. W trakcie przejazdu oraz na peronach dworców podczas postoju na poszczególnych stacjach odbywają się koncerty. W Pile parowóz jest wodowany oraz obracany na obrotnicy dawnej lokomotywowni. Po koncercie finałowym, około 3 rano pociąg rusza w drogę powrotną do Poznania.
W roku 2007 uruchomiono drugi pociąg prowadzony trakcja spalinową na festiwal (na trasie Gdynia Główna - Kościerzyna - Zakrzewo Złotowskie).
W 2008 roku 12 lipca do Zakrzewa Złotowskiego jechał pociąg Relacji Gdynia Główna - Zakrzewo Złotowskie przez Kościerzynę i Chojnice.

## Galeria

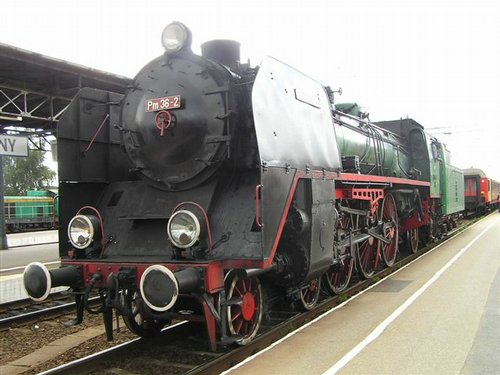
Blues Express
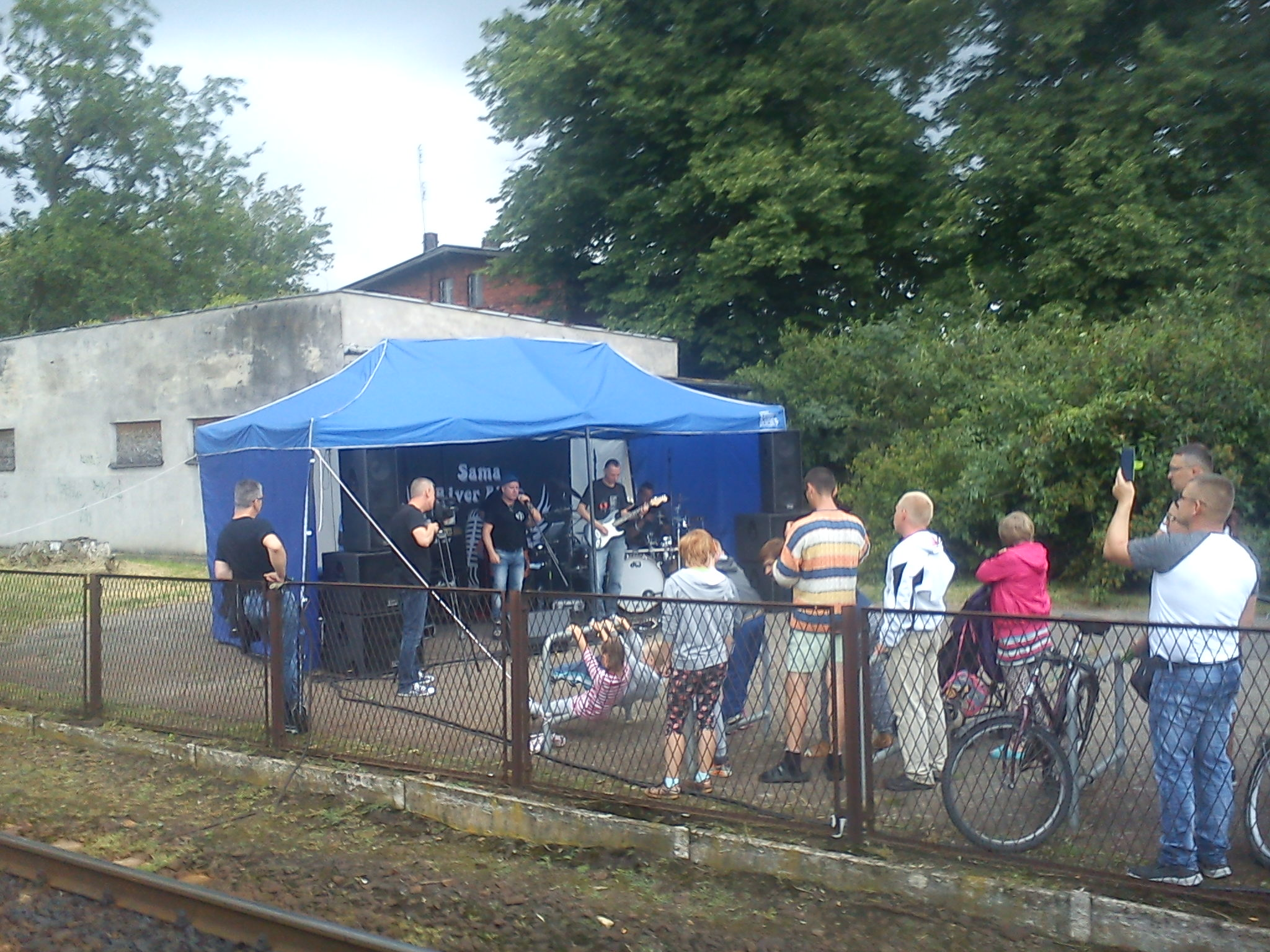
Koncert zespołu Sama River Blues na dworcu PKP w Rogoźnie